# Simone Schneider (Verwaltungsjuristin)

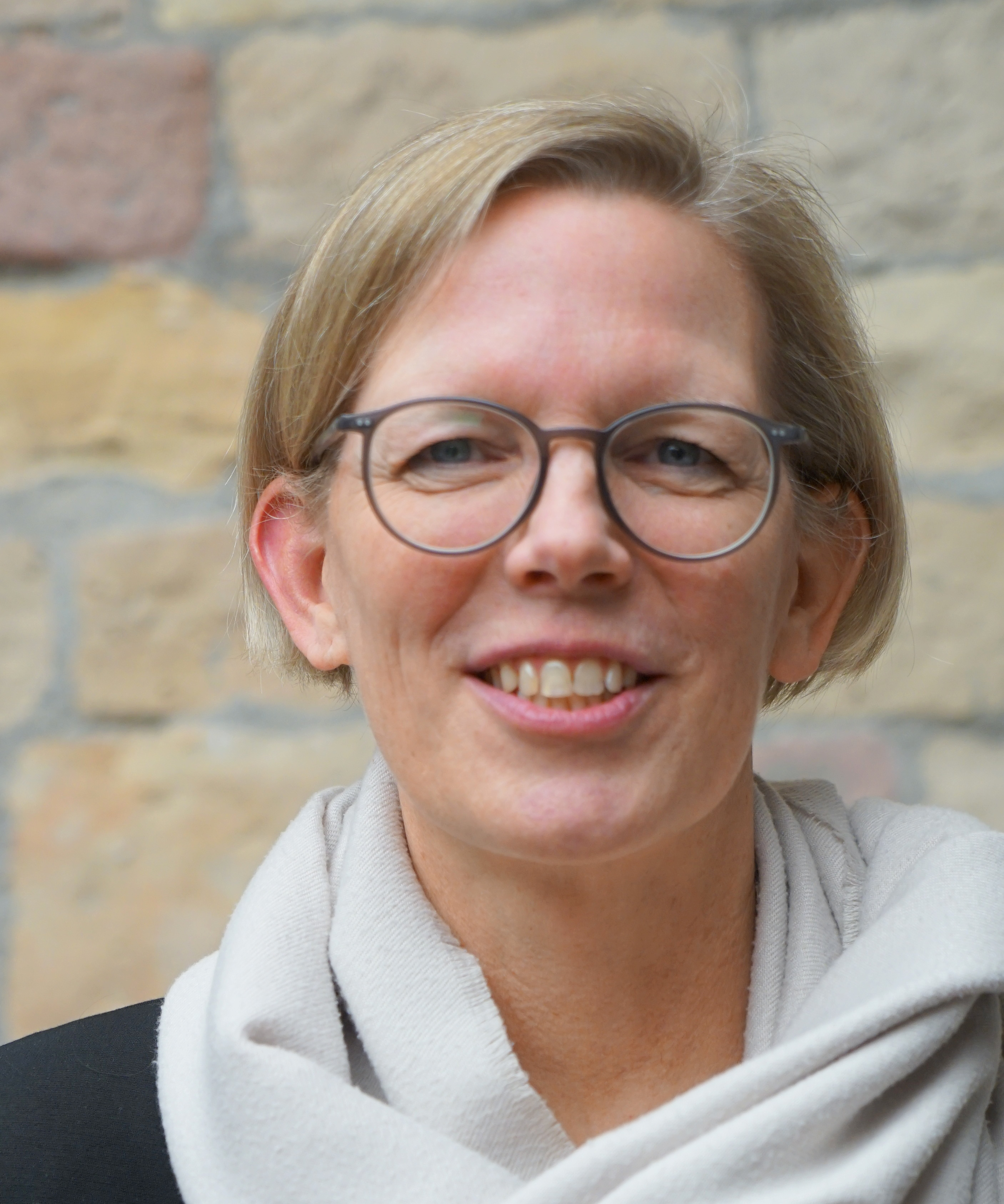
Simone Schneider, 2023

Simone Schneider (* 2. November 1971 in Rheinbach) ist eine deutsche Verwaltungsjuristin. Sie ist seit 2022 Staatssekretärin und Amtschefin im Ministerium des Innern und für Sport des Landes Rheinland-Pfalz.

## Leben

### Ausbildung
Simone Schneider besuchte von 1982 bis 1991 das Städtische Gymnasium in ihrem Geburtsort Rheinbach und erlangte 1991 die allgemeine Hochschulreife. Im Anschluss studierte sie von 1991 bis 1996 Rechtswissenschaften in Bonn. Nach Ablegen des ersten Staatsexamen im Jahr 1996 arbeitete sie von 1996 bis 1997 als wissenschaftliche Mitarbeiterin im Bundesministerium der Justiz und absolvierte von 1997 bis 1999 den juristischen Vorbereitungsdienst beim Oberlandesgericht Köln. Sie legte das zweite Staatsexamen 1999 ab.
Nebenberuflich erwarb sie den Executive Master of Public Management an der Hertie School of Governance in Berlin.

### Laufbahn
Schneider war zunächst als Rechtsanwältin tätig. Von 1999 bis 2002 in der Kanzlei Metzger in Köln und von 2003 bis 2007 als Syndikusanwältin bei der P&I Personal und Informatik AG in Wiesbaden.
Sie trat 2007 als Referentin im Büro des Chefs der Staatskanzlei, Staatssekretär Martin Stadelmaier (SPD), in den Dienst des Landes Rheinland-Pfalz ein. Im Jahr 2011 wurde sie Personalreferentin und stellvertretende Leiterin der Zentralabteilung in der Staatskanzlei. Anschließend leitete sie diese Abteilung von 2015 bis 2022.
Im November 2022 wurde Simone Schneider unter Minister Michael Ebling (SPD) zur Staatssekretärin und Amtschefin im Ministerium des Innern und für Sport des Landes Rheinland-Pfalz ernannt. Sie folgte auf Randolf Stich. Sie ist zuständig für Kommunales, Sport, Kulturelles Erbe sowie Staatsrecht und Gesetzgebung. Anfang 2023 berief das Kabinett sie zur Landesbeauftragten für das UNESCO-Welterbe und für die Bundesgartenschau Mittelrheintal 2029.